# Amants super-héroïques
Pour plus de détails, voir Fiche technique et Distribution.
Amants super-héroïques (Supereroi) est une comédie dramatique italienne réalisée par Paolo Genovese et sortie en 2021.

## Synopsis
L'histoire d'amour de Marco et Anna : lui est un professeur de physique convaincu que tout a une explication, elle est une dessinatrice de bandes dessinées de nature impulsive qui se méfie des conventions. Ce qui les maintient ensemble est quelque chose qu'aucune formule ne peut révéler.

## Fiche technique
Sauf indication contraire, les informations mentionnées dans cette section peuvent être confirmées par la base de données cinématographiques IMDb,  présente dans la section « Liens externes ».
- Titre français : Amants super-héroïques
- Titre original : Supereroi
- Réalisation : Paolo Genovese
- Scénario : Paolo Genovese, Rolando Ravello et Paolo Costella
- Musique : Maurizio Filardo
- Décors : Chiara Balducci
- Costumes : Gemma Mascagni
- Photographie : Fabrizio Lucci
- Montage : Consuelo Catucci
- Production : Marco Belardi, Frantz Richard et Ilaria Zazzaro
- Sociétés de production : Lotus Productions et Medusa Film
- Société de distribution : L'Atelier Distribution
- Pays de production :  Italie
- Langues originales : italien
- Format : couleur — 2,35:1
- Genre : Comédie dramatique
- Durée : 120 minutes
- Dates de sortie :
  - Italie : 23 décembre 2021
  - France : 3 août 2022

## Distribution
- Jasmine Trinca : Anna
- Alessandro Borghi : Marco
- Greta Scarano : Pilar
- Elena Sofia Ricci : Elena
- Vinicio Marchioni : Vittorio
- Flavio Parenti : Gigi
- Gwendolyn Gourvenec : Laurene
- Linda Caridi : Tullia
- Beppe Severgnini : l'éditeur
- Angelica Leo : Sofia

## Accueil

### Critique
En France, le site Allociné propose une moyenne des critiques de presse à 1,8/5